# مارس 2009
مارس 2009 هو الشهر الثالث من عام 2009. بدأ الشهر يوم الأحد، وانتهى يوم الثلاثاء بعد 31 يومًا.

## بوابة:أحداث جارية
| \| 1 مارس 2009 (الأحد) \| عدل \| تاريخ \| راقب \| تصفح \| |     |       |      |      |
| - المحكمة الدولية الخاصة بلبنان تبدأ أعمالها في لاهاي معلنة عن عزمها على إحقاق العدالة لضحايا الجرائم التي وقعت في لبنان (العربية) - وزير الدفاع الأمريكي روبرت غيتس (في الصورة) ينفي قرب توصل إيران لصنع سلاح نووي بعد تصريحات أكدت أن لديها ما يكفي من مواد لصنع قنبلة (العربية) |     |       |      |      |
| 1 مارس 2009 (الأحد) | عدل | تاريخ | راقب | تصفح |

| 1 مارس 2009 (الأحد) | عدل | تاريخ | راقب | تصفح |

| \| 2 مارس 2009 (الإثنين) \| عدل \| تاريخ \| راقب \| تصفح \| |     |       |      |      |
| - اغتيال رئيس غينيا بيساو جواو برناردو فييرا (في الصورة) بعد يوم من مقتل قائد الجيش الجنرال باتيستا تاغمي ناواي وسماع دوي إنفجارات وإطلاق للرصاص بالقرب من القصر الرئاسي في العاصمة بيساو-(سي إن إن) - المانحون في اجتماعهم في شرم الشيخ يتعهدون بمليارات لإعادة إعمار قطاع غزة ويتجاهلون حركة حماس (العربية) - محمد البرادعي يحث إيران لكسر جمود ملفها النووي وهيلاري كلينتون تشك في استجابة طهران لعروض الحوار الأمريكية (العربية) - وزير الداخلية الجزائري يزيد الزرهوني يقول إن قوات الأمن تمكنت في الأشهر الستة الأخيرة من قتل 120 من المسلحين الإسلاميين الموالين لتنظيم القاعدة وألقت القبض على 322 آخرين (بي بي سي) |     |       |      |      |
| 2 مارس 2009 (الإثنين) | عدل | تاريخ | راقب | تصفح |

| 2 مارس 2009 (الإثنين) | عدل | تاريخ | راقب | تصفح |

| \| 3 مارس 2009 (الثلاثاء) \| عدل \| تاريخ \| راقب \| تصفح \| |     |       |      |      |
| - وزير الخارجية الأمريكية هيلاري كلينتون تقول إن التوجه إلى إقامة دولة فلسطينية هو أكثر ما يمكن أن يخدم مصالح إسرائيل وتعلن أن بلادها سترسل مبعوثين إلى دمشق في أحدث مسعى لإدارة الرئيس باراك أوباما للتعاطي مع سوريا (بي بي سي) - الرئيس الروسي ديمتري ميدفيدف (في الصورة) يرى أن ربط المباحثات بشان مشروع الدرع الصاروخي الأمريكي بالبرنامج النووي الإيراني كما تريد واشنطن أمر غير بناء (بي بي سي) - الرئيس السوداني عمر البشير يسخر من أي قرار لإعتقاله تصدره المحكمة الجنائية الدولية ويقول إن لا قيمة لأي قرار ستصدره المحكمة (بي بي سي) - الملك عبد الله بن عبد العزيز ملك السعودية يأمر بالافراج عن حوالي 38 معتقلاً شيعياً على خلفية الإشتباكات التي نشبت بين زوار شيعة وأفراد في هيئة الأمر بالمعروف والنهي عن المنكر في المدينة المنورة (بي بي سي) |     |       |      |      |
| 3 مارس 2009 (الثلاثاء) | عدل | تاريخ | راقب | تصفح |

| 3 مارس 2009 (الثلاثاء) | عدل | تاريخ | راقب | تصفح |

| \| 4 مارس 2009 (الأربعاء) \| عدل \| تاريخ \| راقب \| تصفح \| |     |       |      |      |
| - المحكمة الجنائية الدولية تصدر مذكرة توقيف بحق رئيس السودان عمر حسن البشير (في الصورة) بتهم ارتكاب جرائم حرب وجرائم ضد الإنسانية في دارفور والبشير يرفضها ويتحدى بتأكيده الحضور للقمة العربية في الدوحة والحكومة السودانية تأمر منظمة أطباء بلا حدود بإجلاء موظفيها الأجانب من دارفور (العربية) - باكستان تعتقل 24 شخصاً في إطار التحقيق في الهجوم على فريق كريكت سريلانكي (العربية) - شركة جنرال موتورز تناشد دعم الدول الأوروبية وتقول أن أموال ذراعها الأوروبية على وشك النفاذ بنهاية الشهر الحالي مما قد يعرض 300 ألف وظيفة في القارة للخطر-(سي إن إن) |     |       |      |      |
| 4 مارس 2009 (الأربعاء) | عدل | تاريخ | راقب | تصفح |

| 4 مارس 2009 (الأربعاء) | عدل | تاريخ | راقب | تصفح |

| \| 5 مارس 2009 (الخميس) \| عدل \| تاريخ \| راقب \| تصفح \| |     |       |      |      |
| - الرئيس السوداني عمر البشير يرد على مذكرة التوقيف التي أصدرتها بحقه المحكمة الجنائية الدولية بخطاب هاجم فيه الاستعمار الجديد ويقوم بطرد المزيد من المنظمات الدولية غير الحكومية الناشطة في دارفور (العربية) - مقتل سائق جرافة فلسطيني صدم عربة للشرطة الإسراائيلية وحافلة بالقدس (رويترز) - وليد جنبلاط (في الصورة) يرى إن تحسن العلاقات بين السعودية وسوريا قد يساعد في تعزيز الاستقرار في لبنان (رويترز) |     |       |      |      |
| 5 مارس 2009 (الخميس) | عدل | تاريخ | راقب | تصفح |

| 5 مارس 2009 (الخميس) | عدل | تاريخ | راقب | تصفح |

| \| 6 مارس 2009 (الجمعة) \| عدل \| تاريخ \| راقب \| تصفح \| |     |       |      |      |
| - أمين عام الأمم المتحدة بان كي مون (في الصورة) يقول إن عمليات المساعدات التي تديرها المنظمة الدولية في دارفور سيلحق بها ضرر جسيم إذا نفذت الحكومة السودانية قرارها بطرد منظمات مساعدات من الإقليم (رويترز) |     |       |      |      |
| 6 مارس 2009 (الجمعة) | عدل | تاريخ | راقب | تصفح |

| 6 مارس 2009 (الجمعة) | عدل | تاريخ | راقب | تصفح |

| \| 7 مارس 2009 (السبت) \| عدل \| تاريخ \| راقب \| تصفح \| |     |       |      |      |
| - رئيس حكومة تصريف الأعمال الفلسطينية في رام الله سلام فياض يقدم إستقالته إلى الرئيس محمود عباس دعماً للمصالحة الفلسطينية على أن تسري بعد تشكيل حكومة الوحدة (بي بي سي) - أعضاء مجلس الأمن الدولي يفشلون في الاتفاق على موقف موحد تجاه السودان بعد قرارها طرد 13 منظمة إغاثة تعمل في دارفور (بي بي سي) |     |       |      |      |
| 7 مارس 2009 (السبت) | عدل | تاريخ | راقب | تصفح |

| 7 مارس 2009 (السبت) | عدل | تاريخ | راقب | تصفح |

| \| 8 مارس 2009 (الأحد) \| عدل \| تاريخ \| راقب \| تصفح \| |     |       |      |      |
| - الرئيس السوداني عمر حسن البشير يزور دارفور ويجدد فيه رفضه لمذكرة المحكمة الدولية (بي بي سي) - الرئيس الأمريكي باراك أوباما يقول أن الولايات المتحدة لم تحقق نصراً في أفغانستان وإن المصالحة واردة مع المعتدلين من عناصر حركة طالبان (بي بي سي) - مقتل 28 شخصاً وإصابة العشرات في هجوم انتحاري بدراجة نارية مفخخة وحزام ناسف على مركز للتطوع في صفوف الشرطة وسط العاصمة العراقية بغداد (بي بي سي) - مقتل جنديين بريطانيين في هجوم مسلح على ثكنة للجيش البريطاني في إيرلندا الشمالية في أول هجوم منذ توقيع اتفاقية الجمعة العظيمة للسلام (بي بي سي) - الحكومة البريطانية تؤمم مصرف لويدز ليصبح بذلك ثالث بنك تؤممه الحكومة بعد مصرفي إسكتلندا الملكي ونورثرن روك-(سي إن إن) |     |       |      |      |
| 8 مارس 2009 (الأحد) | عدل | تاريخ | راقب | تصفح |

| 8 مارس 2009 (الأحد) | عدل | تاريخ | راقب | تصفح |

| \| 9 مارس 2009 (الإثنين) \| عدل \| تاريخ \| راقب \| تصفح \| |     |       |      |      |
| - أمين عام المؤتمر الشعبي المعارض في السودان حسن الترابي بعد إطلاق سراحه يدعو الرئيس عمر البشير إلى تسليم نفسه ولا يستبعد أن تلجأ بعض القوى إلى استعمال القوة مع السودان كما فعلت في العراق (بي بي سي) - مصر تسمح بعبور ست شاحنات تحمل إمدادات طبية إلى قطاع غزة من معبر رفح (بي بي سي) - حركة حماس والسلطة الوطنية الفلسطينية يشددان على إنجاح حوار القاهرة (الجزيرة) - كوريا الشمالية تضع جميع قواتها في حالة تأهب قصوى رداً على بدأ مناورات عسكرية بين كوريا الجنوبية والولايات المتحدة (الجزيرة) |     |       |      |      |
| 9 مارس 2009 (الإثنين) | عدل | تاريخ | راقب | تصفح |

| 9 مارس 2009 (الإثنين) | عدل | تاريخ | راقب | تصفح |

| \| 10 مارس 2009 (الثلاثاء) \| عدل \| تاريخ \| راقب \| تصفح \| |     |       |      |      |
| - هجوم انتحاري يستهدف مؤتمراً للمصالحة الوطنية يعقد في بغداد بحضور عدد من زعماء العشائر العراقية يؤدي إلى سقوط 33 قتيلاً على الأقل وإصابة 46 آخرين-(سي إن إن) - إنطلاق جلسات الحوار الوطني الفلسطيني في العاصمة المصرية القاهرة وآمال فلسطينية بأن تؤدي إلى تشكيل حكومة وحدة وطنية ومدير المخابرات المصرية عمر سليمان يحث المتحاورين على حل خلافاتهم (بي بي سي) - السودان يخفف لهجته ولا يستبعد خيار الحوار حول أمر اعتقال عمر البشير وسفارة الولايات المتحدة في الخرطوم تسمح بإخلاء موظفيها وتحذر الأمريكيين من السفر إلى السودان (العربية) - العاهل السعودي عبد الله بن عبد العزيز (في الصورة) يستضيف الأربعاء قمة مصغرة في الرياض بحضور محمد حسني مبارك وبشار الأسد وإحتمال انضمام الكويت وقطر لها (العربية) |     |       |      |      |
| 10 مارس 2009 (الثلاثاء) | عدل | تاريخ | راقب | تصفح |

| 10 مارس 2009 (الثلاثاء) | عدل | تاريخ | راقب | تصفح |

| \| 11 مارس 2009 (الأربعاء) \| عدل \| تاريخ \| راقب \| تصفح \| |     |       |      |      |
| - قمة رباعية في الرياض بحضور الملك عبد الله ومحمد حسني مبارك وصباح الأحمد وبشار الأسد تدعو إلى سياسة موحدة إزاء القضايا العربية وفي مقدمتها القضية الفلسطينية (العربية) - منظمات الإغاثة تغادر الخرطوم والأمم المتحدة تؤكد مصادرة معداتها ووفد عربي - إفريقي يتوجه إلى نيويورك لإيقاف ملاحقة عمر البشير (العربية) - حركة حماس تؤكد تمسكها بحق تسمية رئيس الحكومة الفلسطينية المقبلة إضافة إلى حق تعيين غالبية الوزراء في أي حكومة وحدة وطنية قد يتم التوصل إلى تشكيلها نتيجة الحوارات الجارية في القاهرة مع حركة فتح (بي بي سي) - الرئيس الفرنسي نيكولا ساركوزي (في الصورة) يعلن عودة فرنسا إلى قيادة حلف شمال الأطلسي بعد أكثر من أربعة عقود من الغياب (بي بي سي) - حادثة مدرسة وينيندين: مقتل 16 في إطلاق نار بمدرسة في ألمانيا (بي بي سي) |     |       |      |      |
| 11 مارس 2009 (الأربعاء) | عدل | تاريخ | راقب | تصفح |

| 11 مارس 2009 (الأربعاء) | عدل | تاريخ | راقب | تصفح |

| \| 12 مارس 2009 (الخميس) \| عدل \| تاريخ \| راقب \| تصفح \| |     |       |      |      |
| - منظمة أطباء بلا حدود تنسحب من دارفور عقب خطف 3 موظفين وهوية الخاطفين مجهولة (العربية) - الخارجية الأمريكية تقول أن سوريا أكدت التزامها بالعمل من أجل عراق موحد مستقر إضافة إلى الإلتزام بفكرة حل الدولتين لمعالجة الصراع الفلسطيني الإسرائيلي (بي بي سي) - الحكم على الصحفي العراقي منتظر الزيدي بالسجن ثلاث سنوات بتهمة إهانة رئيس دولة أجنبية (بي بي سي) |     |       |      |      |
| 12 مارس 2009 (الخميس) | عدل | تاريخ | راقب | تصفح |

| 12 مارس 2009 (الخميس) | عدل | تاريخ | راقب | تصفح |

| \| 13 مارس 2009 (الجمعة) \| عدل \| تاريخ \| راقب \| تصفح \| |     |       |      |      |
| - الرئيس الأمريكي باراك أوباما (في الصورة) يقرر تمديد العقوبات المفروضة على إيران لمدة سنة أخرى (بي بي سي) - حركة حماس تقول إن استمرار قصف إسرائيل من قبل المسلحين الفلسطينيين أمر في غير أوانه وتنفي أي مسؤولية لها عن الهجمات الصاروخية الأخيرة وتعلن إنها سوف تعمل على منعها (بي بي سي) - الرئيس الفلسطيني محمود عباس يصف مفاوضات الفصائل في القاهرة بأنها صعبة وتحتاج إلى جهد ونوايا حسنة للوصول إلى المصالحة الفلسطينية (الجزيرة) |     |       |      |      |
| 13 مارس 2009 (الجمعة) | عدل | تاريخ | راقب | تصفح |

| 13 مارس 2009 (الجمعة) | عدل | تاريخ | راقب | تصفح |

| \| 14 مارس 2009 (السبت) \| عدل \| تاريخ \| راقب \| تصفح \| |     |       |      |      |
| - إطلاق سراح موظفي أطباء بلا حدود المختطفين منذ ثلاث أيام في دارفور (بي بي سي) - الحوار الفلسطيني بالقاهرة يمر بلحظات صعبة وتعليق عمل لجان الحوار مع استمرار للجنة العليا للإشراف والتوجيه لبحث ملفي الحكومة والانتخابات (العربية) |     |       |      |      |
| 14 مارس 2009 (السبت) | عدل | تاريخ | راقب | تصفح |

| 14 مارس 2009 (السبت) | عدل | تاريخ | راقب | تصفح |

| \| 15 مارس 2009 (الأحد) \| عدل \| تاريخ \| راقب \| تصفح \| |     |       |      |      |
| - مقتل شرطيين إسرائيليين بالرصاص قرب مستوطنة بالضفة الغربية (العربية) - الحوار الفلسطيني بالقاهرة يختتم اليوم والحكومة والانتخابات والأمن قضايا لا تزال عالقة (العربية) - المحكمة الجنائية الدولية تطلب من قطر توقيف رئيس السودان عمر البشير عند حضوره للقمة العربية في الدوحة (العربية) - مسئولون إسرائيليون يعلنون إن الحكومة ستبت خلال أيام بصفقة تبادل الأسرى مع حركة حماس (بي بي سي) - نواز شريف يتحدى قرار وضعه قيد الإقامة الجبرية ويخرج من منزله وينضم إلى المتظاهرين في لاهور المطالبين بإعاده القضاة المفصولين إلى مناصبهم (بي بي سي) - مقتل أربع سياح كوريين في انفجار بمحافظة حضرموت اليمنية-(سي إن إن) |     |       |      |      |
| 15 مارس 2009 (الأحد) | عدل | تاريخ | راقب | تصفح |

| 15 مارس 2009 (الأحد) | عدل | تاريخ | راقب | تصفح |

| \| 16 مارس 2009 (الإثنين) \| عدل \| تاريخ \| راقب \| تصفح \| |     |       |      |      |
| - أمير الكويت الشيخ صباح الأحمد الصباح يقبل استقالة الحكومة تفادياً لاستجواب رئيسها الشيخ ناصر المحمد الصباح بتهم فساد (العربية) - اليمن يعلن أن مهاجماً إنتحارياً من تنظيم القاعدة هو منفذ الهجوم الذي أسفر عن مقتل أربع كوريين (العربية) - رئيسة كاديما تسيبي ليفني ترفض الإنضمام للتحالف الحكومي بين بنيامين نتنياهو وأفغدور ليبرمان (في الصورة) وتقول إن استمرار المفاوضات بين الإسرائيليين والفلسطينيين على أساس الأرض مقابل السلام هو أهم شروطها للإنضمام إلى الإئتلاف (بي بي سي) - مسؤول عسكري أمريكي يؤكد إن القوات الأمريكية أسقطت طائرة إيرانية بدون طيار دخلت المجال الجوي العراقي الشهر الماضي (بي بي سي) - وزير إسرائيلي يرجح أن يعود المبعوثان الإسرائيليان من القاهرة بصفقة لتبادل الأسرى بين إسرائيل وحركة حماس (بي بي سي) - النمساوي جوزيف فريتزل يقر بذنبه بتهم الاغتصاب وزنا المحارم والاحتجاز (بي بي سي) |     |       |      |      |
| 16 مارس 2009 (الإثنين) | عدل | تاريخ | راقب | تصفح |

| 16 مارس 2009 (الإثنين) | عدل | تاريخ | راقب | تصفح |

| \| 17 مارس 2009 (الثلاثاء) \| عدل \| تاريخ \| راقب \| تصفح \| |     |       |      |      |
| - إسرائيل وحركة حماس تتبادلان الإتهامات حول تغيير المواقف وسوء النية والغموض في المفاوضات حول تبادل الأسرى بالجندي الإسرائيلي المختطف جلعاد شاليط (العربية) - رئيس وزراء بريطانيا جوردون براون (في الصورة) يحذر من خطر النووي الإيراني ويهدد بفرض عقوبات قاسية عليها إذا أصرت على مواصلة تخصيب اليورانيوم (العربية) |     |       |      |      |
| 17 مارس 2009 (الثلاثاء) | عدل | تاريخ | راقب | تصفح |

| 17 مارس 2009 (الثلاثاء) | عدل | تاريخ | راقب | تصفح |

| \| 18 مارس 2009 (الأربعاء) \| عدل \| تاريخ \| راقب \| تصفح \| |     |       |      |      |
| - أمير الكويت الشيخ صباح الأحمد الصباح يحل مجلس الأمة بموجب المادة مئة وسبعة من الدستور ويوجه الدعوة إلى انتخاب برلمان جديد ويرى أن بعض الممارسات على الساحة البرلمانية صارت تهدد استقرار الوطن ووحدة أبنائه (بي بي سي) - رئيس المخابرات المصرية عمر سليمان يزور الولايات المتحدة للتوصل إلى موقف أمريكي أكثر مرونة تجاه حركة حماس في محاولة لإنجاح محادثات الفصائل الفلسطينية (بي بي سي) - الرئيس السوري بشار الأسد يعرب عن استعدادة للقيام بالوساطة مع إيران في حال طرح مقترحات محددة وواضحة (بي بي سي) |     |       |      |      |
| 18 مارس 2009 (الأربعاء) | عدل | تاريخ | راقب | تصفح |

| 18 مارس 2009 (الأربعاء) | عدل | تاريخ | راقب | تصفح |

| \| 19 مارس 2009 (الخميس) \| عدل \| تاريخ \| راقب \| تصفح \| |     |       |      |      |
| - الفصائل الفلسطينية تنهي محادثاتها في القاهرة بدون الاتفاق على حكومة وحدة وإسرائيل تعتقل قيادات حركة حماس بالضفة الغربية بعد فشل تبادل الأسرى (العربية) - الرئيس السوداني عمر البشير يهدد بطرد السفراء الغربيين في حال تجاوزهم المهام الدبلوماسية (العربية) - رئيس الوزراء العراق نوري المالكي يقول إن لا عودة لحزب البعث بل لعودة من أكره على الإنضمام إليه (رويترز) - أسامة بن لادن يحث الصوماليين على الإطاحة بالرئيس الجديد شيخ شريف شيخ أحمد (رويترز) - توجيه إتهام رسمي لرئيس إسرائيل الأسبق موشيه كاتساف (في الصورة) بتهم الاغتصاب والتحرش الجنسي (بي بي سي) |     |       |      |      |
| 19 مارس 2009 (الخميس) | عدل | تاريخ | راقب | تصفح |

| 19 مارس 2009 (الخميس) | عدل | تاريخ | راقب | تصفح |

| \| 20 مارس 2009 (الجمعة) \| عدل \| تاريخ \| راقب \| تصفح \| |     |       |      |      |
| - الرئيس الأمريكي باراك أوباما يوجة خطاب إلى القادة الإيرانيين بمناسبة رأس السنة الفارسية عرض عليهم فيه تجاوز نزاع مستمر منذ 30 عاماً وإيران ترحب بالرسالة وتدعو لإصلاح أخطاء الولايات المتحدة السابقة (العربية) - الرئيس السوري بشار الأسد يزور الأردن بعد عدة سنوات من التوتر بين دمشق وعمّان (العربية) - رئيس الوزراء الإسرائيلي المكلف بنيامين نتنياهو (في الصورة) يحصل على مهلة إضافية مدتها أسبوعين من الرئيس شيمون بيريس لتشكيل حكومة جديدة (بي بي سي) |     |       |      |      |
| 20 مارس 2009 (الجمعة) | عدل | تاريخ | راقب | تصفح |

| 20 مارس 2009 (الجمعة) | عدل | تاريخ | راقب | تصفح |

| \| 21 مارس 2009 (السبت) \| عدل \| تاريخ \| راقب \| تصفح \| |     |       |      |      |
| - المدعي العام للمحكمة الجنائية الدولية لويس مورينو أوكامبو يتهم الرئيس السوداني عمر البشير بإبادة المدنيين في مخيمات اللاجئين في دارفور (بي بي سي) - مرشد الثورة الإيرانية علي خامنئي (في الصورة) يقول إنه لا يرى أي تغيير في الموقف الأمريكي تجاه إيران ويؤكد إن بلاده مستعدة للتغيير في حال غير الرئيس الأمريكي باراك أوباما موقف بلاده منها (بي بي سي) - رئيس مدغشقر الجديد أندري راجولينا يؤدي اليمين بحضور حشد كبير من أنصاره وبغياب العديد من القادة الأجانب ويعلن نهاية الديكتاتورية ويوعد المجتمع الدولي بتطبيق قواعد الحكم الرشيد والولايات المتحدة تصف ما حصل في مدغشقر بإنه انقلاب وتعلق مساعداتها الإنسانية والاتحاد الأفريقي يعلق عضويتها فيه (بي بي سي) - إجراءات أمنية إسرائيلية مشددة لشل فعاليات مهرجان القدس عاصمة الثقافة العربية لعام 2009 (بي بي سي) |     |       |      |      |
| 21 مارس 2009 (السبت) | عدل | تاريخ | راقب | تصفح |

| 21 مارس 2009 (السبت) | عدل | تاريخ | راقب | تصفح |

| \| 22 مارس 2009 (الأحد) \| عدل \| تاريخ \| راقب \| تصفح \| |     |       |      |      |
| - إبطال مفعول سيارة ملغومة بحيفا إستهدفت حياة العشرات إنفجر قسم منها قبل تفكيكها من قبل خبراء المتفجرات (العربية) - إسرائيل تسعى لطمأنة مصر بشأن تعيين أفغدور ليبرمان وزيراً للخارجية (العربية) - هيئة علماء السودان تفتي بعدم جواز حضور الرئيس عمر البشير القمة العربية في الدوحة (رويترز) - رئيس المكتب السياسي لحركة حماس خالد مشعل (في الصورة) يقول إنه يعتقد أن الرئيس الأمريكي باراك أوباما يستخدم خطاباً مختلفاً بخصوص الشرق الأوسط (بي بي سي) - رئيس المحكمة العليا الباكستانية إفتخار شودري يعود لمنصبه ورئيس الوزراء يوسف رضا جيلاني يجتمع بنواز شريف في محاولة لإنهاء الأزمة السياسية (بي بي سي) |     |       |      |      |
| 22 مارس 2009 (الأحد) | عدل | تاريخ | راقب | تصفح |

| 22 مارس 2009 (الأحد) | عدل | تاريخ | راقب | تصفح |

| \| 23 مارس 2009 (الإثنين) \| عدل \| تاريخ \| راقب \| تصفح \| |     |       |      |      |
| - الرئيس الأمريكي باراك أوباما يعلن أن بلاده بحاجة إلى إستراتيجية للخروج من أفغانستان على الرغم من تكثيفها لجهودها العسكرية والدبلوماسية والاقتصادية للتصدي لحركة طالبان (بي بي سي) - اغتيال مساعد ممثل منظمة التحرير الفلسطينية في لبنان كمال مدحت وثلاثة من مرافقيه في انفجار عبوة ناسفة زرعت على جانب الطريق في مدينة صيدا (بي بي سي) - الرئيس التركي عبد الله جول (في الصورة) يزور العراق في أول زيارة لرئيس تركي إلى العراق منذ أكثر من ثلاثين عاماً ويجري محادثات مع نظيره العراقي جلال طالباني والمسألة الكردية تهمين عليها (بي بي سي) - الرئيس السوداني عمر البشير يقوم بزيارة قصيرة لإرتيريا تعتبر الزيارة الخارجية الأولى له بعد صدور قرار توقيفه من المحكمة الجنائية الدولية (بي بي سي) - إنتحاري يفجر نفسه بالقرب من مركز للشرطة في العاصمة الباكستانية إسلام أباد مما أدى إلى مقتل شرطيين ومنفذ العملية (بي بي سي) |     |       |      |      |
| 23 مارس 2009 (الإثنين) | عدل | تاريخ | راقب | تصفح |

| 23 مارس 2009 (الإثنين) | عدل | تاريخ | راقب | تصفح |

| \| 24 مارس 2009 (الثلاثاء) \| عدل \| تاريخ \| راقب \| تصفح \| |     |       |      |      |
| - الرجل الثاني في تنظيم القاعدة أيمن الظواهري يدعو الشعب السوداني إلى الاستعداد لحرب شوارع والرئيس عمر البشير يزور مصر غداً في تحدّ جديد لقرار المحكمة الجنائية الدولية بتوقيفه (العربية) - أحياء سنية وشيعية تتصالح في بغداد وتدعو المهجرين إلى العودة (العربية) - رئيس الوزراء الإسرائيلي المكلف بنيامين نتنياهو يتوصل إلى مشروع اتفاق مع زعيم حزب العمل إيهود باراك (في الصورة) لإنضمام حزبه إلى حكومة الليكود ومؤتمر حزب العمل يوافق على الإنضمام إلى الحكومة وسط انقسام في صفوف الحزب (بي بي سي) - منظمة العفو الدولية تعلن عن 2390 حالة إعدام خلال عام 2008 غالبيتها في الصين (بي بي سي) |     |       |      |      |
| 24 مارس 2009 (الثلاثاء) | عدل | تاريخ | راقب | تصفح |

| 24 مارس 2009 (الثلاثاء) | عدل | تاريخ | راقب | تصفح |

| \| 25 مارس 2009 (الأربعاء) \| عدل \| تاريخ \| راقب \| تصفح \| |     |       |      |      |
| - الرئيس المصري محمد حسني مبارك (في الصورة) يحث الرئيس السوداني عمر البشير على تجنب أي تدخل أجنبي في دارفور وذلك أثناء زيارة البشير إلى القاهرة (العربية) - رئيس الوزراء الإسرائيلي المكلف بنيامين نتنياهو يعلن إنه سيعرض حكومته الأسبوع المقبل على الكنيست لنيل الثقة ويتعهد بمواصلة عملية السلام (العربية) |     |       |      |      |
| 25 مارس 2009 (الأربعاء) | عدل | تاريخ | راقب | تصفح |

| 25 مارس 2009 (الأربعاء) | عدل | تاريخ | راقب | تصفح |

| \| 26 مارس 2009 (الخميس) \| عدل \| تاريخ \| راقب \| تصفح \| |     |       |      |      |
| - الرئيس السوداني البشير (في الصورة) يزور مصر برغم أمر المحكمة الجنائية الدولية باعتقاله - مقتل أربعة في ضربة صاروخية في شمال غرب باكستان - حركة حماس تعلن استئناف مفاوضات تبادل الأسرى - الرئيس الأمريكي باراك أوباما يقول إن حلف شمال الأطلسي يحتاج إلى تنسيق أفضل في أفغانستان - جهة مراقبة تكشف إهدار مساعدات أمريكية بالمليارات في العراق |     |       |      |      |
| 26 مارس 2009 (الخميس) | عدل | تاريخ | راقب | تصفح |

| 26 مارس 2009 (الخميس) | عدل | تاريخ | راقب | تصفح |

| \| 27 مارس 2009 (الجمعة) \| عدل \| تاريخ \| راقب \| تصفح \| |     |       |      |      |
| - ارتفاع عدد قتلى تفجير شمال بغداد إلى 20 - في تحد آخر لقرار المحكمة الجنائية الدولية رئيس السودان عمر البشير يتوجه إلى ليبيا - نيويورك تايمز تقول إن إسرائيل هاجمت قافلة في السودان في يناير الماضي - أطباء بلا حدود تقول إن مدعي المحكمة الجنائية الدولية قدم معلومات مغلوطة عن دارفور - رئيس وزراء إسرائيل بنيامين نتنياهو يقول إنه لا يتوقع ضغوط أمريكية |     |       |      |      |
| 27 مارس 2009 (الجمعة) | عدل | تاريخ | راقب | تصفح |

| 27 مارس 2009 (الجمعة) | عدل | تاريخ | راقب | تصفح |

| \| 28 مارس 2009 (السبت) \| عدل \| تاريخ \| راقب \| تصفح \| |     |       |      |      |
| - أمين عام جامعة الدول العربية عمرو موسى يقول إن للرئيس السوداني عمر البشير كامل الحق في حضور قمة الدوحة - الرئيس المصري محمد حسني مبارك لن يحضر قمة الدوحة - تعين الأمير نايف بن عبد العزيز نائباً ثانياً لرئيس مجلس الوزراء السعودي - تحذير أوروبي لإسرائيل بتدهور العلاقات - إعلان نتائج الانتخابات البلدية في العراق - أكثر من 50 قتيل في هجوم إنتحاري على مسجد في باكستان - بركان ألاسكا (بالصورة) يثور من جديد ويطلق سحابة دخانية |     |       |      |      |
| 28 مارس 2009 (السبت) | عدل | تاريخ | راقب | تصفح |

| 28 مارس 2009 (السبت) | عدل | تاريخ | راقب | تصفح |

| \| 29 مارس 2009 (الأحد) \| عدل \| تاريخ \| راقب \| تصفح \| |     |       |      |      |
| - القمة العربية المنعقده في قطر تفتتح غداً مع وجود 26 ملف على مائدة الزعماء العرب والرئيس السوداني عمر البشير يصل إلى الدوحة للمشاركة فيها منهياً التكهنات حول مشاركته بها (العربية) - إشتباكات دامية بين القوات العراقية وعناصر الصحوة ببغداد يسفر عن سقوط عدد من القتلى والجرحى بالإضافة إلى اختطاف خمسة جنود-(سي إن إن) - وزير الدفاع الأمريكي روبرت جيتس يقول إن العقوبات الاقتصادية ستكون أكثر فعالية من الإنفتاح الدبلوماسي في دفع إيران نحو طاولة المفاوضات بشأن برنامجها النووي (رويترز) - معلومات عن فوز حزب العدالة والتنمية بالانتخابات المحلية التركية (رويترز) |     |       |      |      |
| 29 مارس 2009 (الأحد) | عدل | تاريخ | راقب | تصفح |

| 29 مارس 2009 (الأحد) | عدل | تاريخ | راقب | تصفح |

| \| 30 مارس 2009 (الإثنين) \| عدل \| تاريخ \| راقب \| تصفح \| |     |       |      |      |
| - الرئيس السوداني عمر البشير يتهم إسرائيل بتدريب ومساعدة المتمردين في دارفور (رويترز) - افتتاح القمة العربية في الدوحة وقطر وسوريا تركزان على التضامن والرئيس الليبي معمر القذافي (في الصورة) يفاجئ الجميع بدعوة ملك السعودية عبد الله بن عبد العزيز لطي صفحة الخلافات الشخصية في الماضي والتصالح العربي (الجزيرة) - بنيامين نتنياهو ينتهي من تشكيل الحكومة الإسرائيلية ويستعد لعرضها على الكنيست غداً (الجزيرة) - روسيا وشرطة دبي تؤكدان اغتيال سليم يامادايف خصم الرئيس الشيشاني في دبي (العربية) - تنحي الرئيس التنفيذي لشركة جنرال موتورز أبان إعلان الرئيس أوباما عن خطط جديدة تقضي لمساعدة الشركة التي تعاني من مصاعب مالية كثيرة-(سي إن إن) |     |       |      |      |
| 30 مارس 2009 (الإثنين) | عدل | تاريخ | راقب | تصفح |

| 30 مارس 2009 (الإثنين) | عدل | تاريخ | راقب | تصفح |

| \| 31 مارس 2009 (الثلاثاء) \| عدل \| تاريخ \| راقب \| تصفح \| |     |       |      |      |
| - الحكومة الإسرائيلية الجديدة برئاسة بنيامين نتنياهو تحصل على ثقة الكنيست (رويترز) - الجيش الإسرائيلي ينفي مزاعم حول ارتكابه جرائم ضد الفلسطينيين في هجومه الأخير على قطاع غزة-(سي إن إن) - القوات البريطانية تبدأ انسحابها الرسمي من العراق-(سي إن إن) - هوغو تشافيز (في الصورة) يشن هجوم لاذع على المحكمة الجنائية الدولية من الدوحة بخصوص توقيف عمر البشير ويدعوها لإصدار مذكرة اعتقال بحق كل من جورج دبليو بوش والرئيس الإسرائيلي شمعون بيرس (الجزيرة) - مجلة تايم تكشف عن قيام طائرات حربية إسرائيلية بقصف قافلة في ولاية البحر الأحمر بشرق السودان يعتقد بأنها كانت تحمل صواريخ إيرانية لحركة حماس في قطاع غزة (رويترز) - غرق مركب يقل مهاجرين غير شرعيين من ليبيا إلى إيطاليا في بداية موسم جديد لتهريب المهاجرين في البحر المتوسط يؤدي إلى وقوع 21 قتيل و342 مفقود بينهم مصريون وصوماليون وتونسيون وأكراد سوريون (العربية) - أمريكي يدعى بول ريدلي يبلغ من العمر 25 عاماً يعبر المحيط الأطلسي بقارب تجديف خلال 88 يوماً بمفرده-(سي إن إن) |     |       |      |      |
| 31 مارس 2009 (الثلاثاء) | عدل | تاريخ | راقب | تصفح |

| 31 مارس 2009 (الثلاثاء) | عدل | تاريخ | راقب | تصفح |